# Markus Rogan
Markus Antonius Rogan (Wenen, 4 mei 1982) kan zowel op de rug- als de wisselslag uit de voeten. De in de Verenigde Staten (Universiteit van Stanford) geschoolde zwemmer uit Oostenrijk brak internationaal door in 2001, bij de wereldkampioenschappen in Fukuoka. Rogan, getraind door Dave Salo, was in 2003 enkele maanden uit de roulatie, nadat artsen een kwaadaardig tumor vlak achter zijn linkeroor hadden ontdekt. In 2004 werd hij in eigen land uitgeroepen tot Sportman van het Jaar. In 2005 wist hij zijn Europese titel op de kortebaan met succes te verdedigen. In een tijd van 1.50,43 verbeterde hij tevens het wereldrecord.

## Internationale toernooien
| Jaar | Olympische Spelen                                    | WK langebaan                                                | WK kortebaan                                         | EK langebaan                                                          | EK kortebaan                                                                     |
| ---- | ---------------------------------------------------- | ----------------------------------------------------------- | ---------------------------------------------------- | --------------------------------------------------------------------- | -------------------------------------------------------------------------------- |
| 2000 | 33e 100m rugslag 27e 200m rugslag                    |                                                             | geen deelname                                        | 26e 50m rugslag 22e 100m rugslag 17e 200m rugslag 23e 400m wisselslag | geen deelname                                                                    |
| 2001 |                                                      | 19e 50m rugslag · 5e 100m rugslag · 200m rugslag            |                                                      |                                                                       | geen deelname                                                                    |
| 2002 |                                                      |                                                             | 8e 100m rugslag 4e 200m rugslag 13e 200m wisselslag  | 100m rugslag · 200m rugslag · 200m wisselslag                         | geen deelname                                                                    |
| 2003 |                                                      | 23e 50m rugslag 5e 100m rugslag 11e 200m rugslag            |                                                      |                                                                       | 18e 200m vrije slag · 5e 100m rugslag · 200m rugslag                             |
| 2004 | 100m rugslag · 200m rugslag                          |                                                             | geen deelname                                        | 100m rugslag · 200m rugslag · 200m wisselslag · 4e 400m wisselslag    | 100m rugslag · 200m rugslag · 100m wisselslag · 200m wisselslag                  |
| 2005 |                                                      | 21e 50m rugslag · 7e 100m rugslag · 200m rugslag            |                                                      |                                                                       | 4e 100m rugslag · 200m rugslag                                                   |
| 2006 |                                                      |                                                             | 100m rugslag · 200m rugslag · 200m wisselslag        | 100m rugslag · 4e 200m rugslag · 10e 400m wisselslag                  | geen deelname                                                                    |
| 2007 |                                                      | 5e 100m rugslag · 200m rugslag                              |                                                      |                                                                       | 24e 100m vrije slag · 100m rugslag · 200m rugslag                                |
| 2008 | 9e 100m rugslag 4e 200m rugslag 9e 4x200m vrije slag |                                                             | 4e 100m rugslag · 200m rugslag                       | 43e 100m vrije slag · 100m rugslag · 200m rugslag · 4x200m vrije slag | geen deelname                                                                    |
| 2009 |                                                      | 33e 50m rugslag 11e 100m rugslag 27e 200m rugslag           |                                                      |                                                                       | 200m wisselslag                                                                  |
| 2010 |                                                      |                                                             | 13e 200m vrije slag · 200m rugslag · 200m wisselslag | 23e 50m rugslag · 9e 100m rugslag · 200m rugslag · 200m wisselslag    | geen deelname                                                                    |
| 2011 |                                                      | 21e 200m vrije slag 5e 200m wisselslag 9e 4x200m vrije slag |                                                      |                                                                       | 16e 200m vrije slag · 13e 100m wisselslag · 200m wisselslag · 4e 400m wisselslag |
| 2012 | DQ 200m wisselslag 16e 4x200m vrije slag             |                                                             | geen deelname                                        | 200m wisselslag · 5e 4x200m vrije slag · 13e 4x100m wisselslag        | geen deelname                                                                    |

## Persoonlijke records
Bijgewerkt tot en met 27 juli 2011
Kortebaan
| Afstand         | Tijd    | Datum            | Plaats    |
| --------------- | ------- | ---------------- | --------- |
| 100m rugslag    | 50,20   | 21 november 2009 | Singapore |
| 200m rugslag    | 1.47,64 | 11 november 2009 | Stockholm |
| 200m wisselslag | 1.51,72 | 10 december 2009 | Istanboel |

Langebaan
| Afstand         | Tijd    | Datum            | Plaats   |
| --------------- | ------- | ---------------- | -------- |
| 100m rugslag    | 53,33   | 5 juli 2009      | Belgrado |
| 200m rugslag    | 1.55,49 | 15 augustus 2008 | Peking   |
| 200m wisselslag | 1.57,74 | 27 juli 2011     | Shanghai |